# David Wu
David Wu, chiń. upr. 吴振伟; chiń. trad. 吳振偉; pinyin Wú Zhènwěi (ur. 8 kwietnia 1955 na Tajwanie) – amerykański polityk pochodzenia chińskiego, członek Partii Demokratycznej.
W latach 1999–2011 był przedstawicielem pierwszego okręgu wyborczego w stanie Oregon w Izbie Reprezentantów Stanów Zjednoczonych. Ustąpił 3 sierpnia 2011 roku z powodu skandalu na tle seksualnym.